# Greatest Hits (album N Sync)
Greatest Hits – trzeci album amerykańskiej grupy *NSYNC. Został wydany w 2001 roku.

## Lista utworów
1. Bye Bye Bye
2. Girlfriend (featuring Nelly)
3. This I Promise You
4. It’s Gonna Be Me
5. God Must Have Spent A Little More Time on You
6. I Want You Back
7. Pop
8. Gone
9. Tearin’ Up My Heart
10. Thinking of You (I Drive Myself Crazy)
11. I’ll Never Stop
12. Music Of My Heart (featuring Gloria Estefan)
13. Girlfriend (Caveman remix)
14. Gone (Kurtis Mantronik remix)
15. Yo Te Voy A Amar (This I Promise You Spanish Version)
16. Gone (Spanish Version)

### Bonus DVD
1. Bye Bye Bye
2. Girlfriend (remix featuring Nelly)
3. This I Promise You
4. It’s Gonna Be Me
5. God Must Have Spent A Little More Time On You
6. I Want You Back
7. Pop
8. Gone
9. Tearin’ Up My Heart
10. I Drive Myself Crazy
11. I’ll Never Stop
12. Yo Te Voy A Amar (This I Promise You Spanish Version)
13. Gone (Spanish Version)